# Elliot Balchin
Elliot Balchin es un actor británico, conocido por haber interpretado a Kevin Foster en la serie Hollyoaks.

## Biografía
En 1999, se unió al taller de drama de Nottingham hasta 2009. En 2006 comenzó a participar con el National Theatre Connections hasta 2009. En 2009, empezó un curso en actuación de tres años en la prestigiosa escuela London Academy of Music and Dramatic Art "LAMDA" de donde salió en 2012.

## Carrera
Elliot ha aparecido como invitado en series médicas, como Casualty y Doctors.
En 2011  se unió al elenco del cortometraje de drama y terror Private, donde dio vida a Jake. El 30 de enero de 2013, se unió al elenco de la serie británica Hollyoaks, donde interpretó a Kevin Foster hasta el 8 de mayo del mismo año. En agosto de 2013, regresó brevemente a la serie. En 2014 volvió a interpretar a Kevin para la tercera parte un especial de la serie.

## Filmografía[5]

### Series de televisión
| Año        | Título          | Personaje    | Notas        |
| ---------- | --------------- | ------------ | ------------ |
| 2013, 2014 | Hollyoaks       | Kevin Foster | 28 episodios |
| -          | Casualty        | Luke         | -            |
| -          | Bernard's Watch | Sam          | -            |
| -          | Doctors         | Jamie        | -            |
| -          | Peak Practice   | Owen         | -            |

### Películas
| Año  | Título                     | Personaje       | Notas                                                                                  |
| ---- | -------------------------- | --------------- | -------------------------------------------------------------------------------------- |
| 2012 | Strange Meeting            | Soldado Austin  | corto - junto a Nicholas Anscombe, Eke Chukwu y Daniella Pellegrini                    |
| 2011 | Private                    | Jake            | corto - junto a Lauren Kellegher, Duncan MacInnes, Jessica Matthews y Ricky Nixon      |
| 2010 | Timelarks                  | Bilic Petrovski | corto - junto a Rosamund Hanson, Becky Matter y Clemmie Radford                        |
| 2008 | Dark Eye                   | Noelsy          | corto - junto a Kieran Hardcastle, Frances Richards, Grant Robertson y Danielle Watson |
| 2008 | Lamb                       | Johnny          | corto - junto a Joy Sanders, Laura Sharpe y Tom Thurgood                               |
| 2006 | Kruistocht in spijkerbroek | Benedict        | junto a Stephanie Leonidas, Emily Watson, Michael Culkin y Benno Fürmann               |

### Teatro
| Año | Título                   | Personaje               | Director        | Notas |
| --- | ------------------------ | ----------------------- | --------------- | ----- |
| -   | Ethel and Earnest        | Raymond                 | Giles Croft     | -     |
| -   | The Spiderman            | Justin                  | Ian Smith       | -     |
| -   | He's Talking             | Luke                    | Ian Smith       | -     |
| -   | Twelfth Night            | Sebastian               | Bill Alexander  | -     |
| -   | One Turbulent Ambassador | Shukrat/Patrick Minford | Robin Soans     | -     |
| -   | Platonov                 | Osip                    | James Kerr      | -     |
| -   | Measure for Measure      | Claudio                 | John Bashford   | -     |
| -   | Love for Love            | Ben                     | Scott Handy     | -     |
| -   | Oedipus                  | Mensajero               | John Baxter     | -     |
| -   | The Changeling           | Deflores                | Stephen Jameson | -     |